# 경기 지방
경기 지방은 서울특별시와 인천광역시, 경기도 일대를 가리키는 한국의 지방 구분 용어이다. 수도권과 같은 말로 쓰이기도 한다.

## 군사분계선 이북의 경기 지방
지역 대부분이 개성시에 속한다. 다만, 황해북도 금천군과 강원도 철원군에 편입된 지역이 일부 있다.